# Los Pinos (Uruguai)
Los Pinos és un municipi de l'Uruguai ubicat al departament de Colonia, sobre la vora nord del Riu de la Plata. Té una població bàsicament fluctuant, amb un important creixement durant els mesos de l'estiu austral, és a dir, en desembre i gener.